# Mahlon Hamilton
Mahlon Preston Hamilton Jr. (Baltimore, 15 de junho de 1880 - Los Angeles, 20 de junho de 1960) foi um ator de teatro e de cinema estadunidense que iniciou sua carreira no teatro em 1908, e no cinema, na era do cinema mudo, em 1914. Alcançou a era sonora cinematográfica, atuando num total de 102 filmes entre 1914 e 1950.

## Biografia

Cartaz do filme Exile, de 1917, ao lado de Olga Petrova

Mahlon foi filho de um empregado de bar, e nasceu em Baltimore, Maryland  o mais velho dos filhos, tendo três irmãs. O censo relata que sua mãe morreu por volta de 1899 Hamilton serviu na Maryland National Guard e frequentou o Maryland Agricultural College (atualmente University of Maryland, College Park)  depois começando a atuar.
Hamilton atuou na Broadway entre 1908 e 1914, em peças tais como The Great Question, Israel, When Claudia Smiles The Chaperon  e Overnight.
Iniciando na carreria cinematográfica durante a era do cinema mudo, Hamilton atuou em 102 filmes entre 1914 e 1950. Seu primeiro filme foi Three Weeks, em 1914, no papel de Paul Verdayne. Atuou ao lado de atrizes importantes tais como Olga Petrova, Louise Glaum Greta Garbo e Marion Davies. Um dos seus mais famosos papéis foi o guardião de Mary Pickford em "Daddy Long Legs" (1919). Outros filmes conhecidos foram "The Final Judgement" (1915), "The Hidden Hand" (1917), "In Old Kentucky" (1919), "The Deadlier Sex" (1920), "Peg o' My Heart" (1923), "Playthings of Desire" (1924), "Her Indiscretion" (1927), "Anna Karenina" (1935), "San Francisco" (1936), "Madame X" (1937) e "State of the Union" (1948). Seu último filme foi Dial 1119, em 1950.

## Vida pessoal e morte
Foi casado duas vezes, a primeira com Sara L. Leary, em 2 de março de 1902, com quem teve um filho, Mahlon Preston Hamilton (1904-1987). O segundo casamento foi com Alita Bratton Farnum, de 1918 a 1925, de quem se divorciou.
Mahlon Preston Hamilton morreu em Woodland Hills, Los Angeles, Califórnia, de câncer, e foi sepultado no Valhalla Memorial Park Cemetery.

## Filmografia parcial

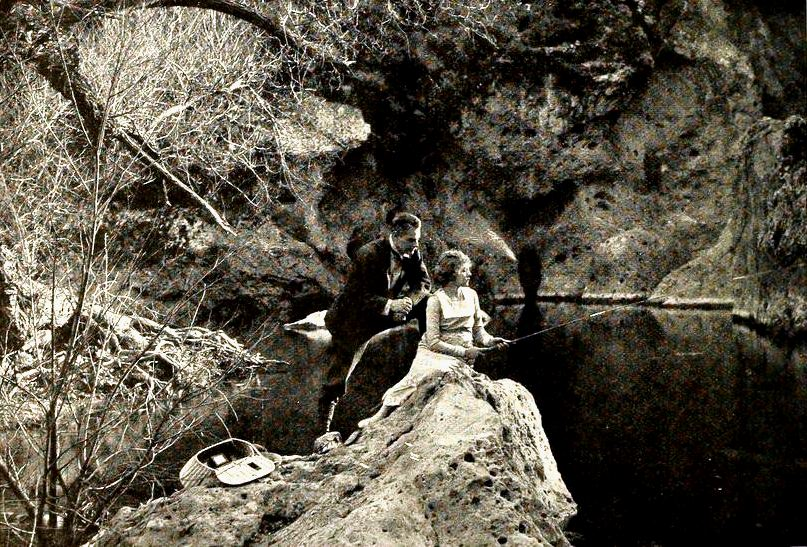
Mahlon Hamilton e Mary Pickford em Daddy-Long-Legs (1919)

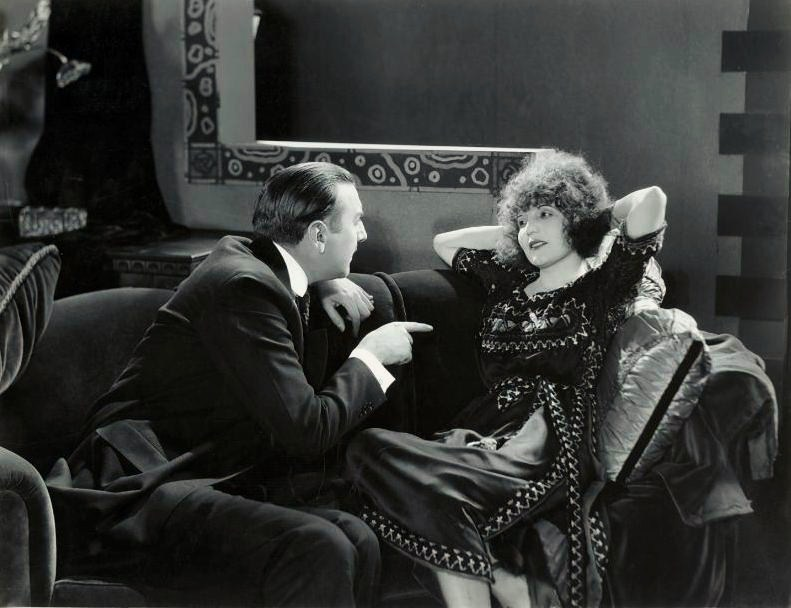
Hamilton e Louise Glaum em Greater Than Love

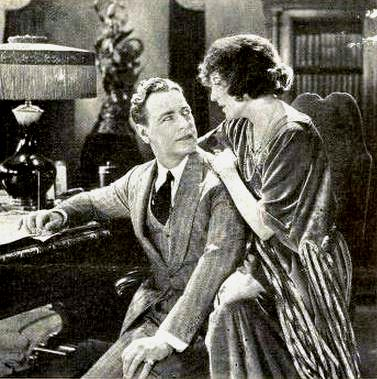
Hamilton e Louise Glaum em I Am Guilty (1921)

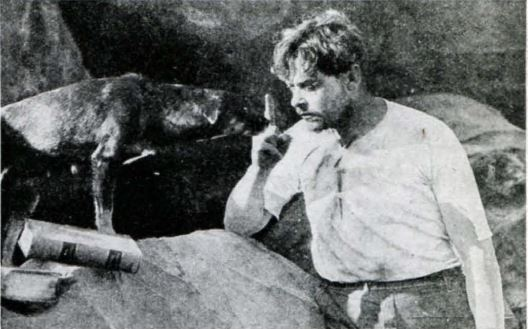
Hamilton em uma cena do filme Half a Chance, de 1920.

- The Final Judgment (1915)
- Molly Make-Believe (1916)
- The Eternal Question (1916)
- Extravagance (1916)
- The Black Butterfly (1916)
- The Red Woman (1917)
- Exile (1917)
- Bridges Burned (1917)
- The Law of the Land (1917)
- The Hidden Hand (1917)
- To the Death (1917)
- The Danger Mark (1918)
- Playthings of Passion[14] (1919)
- Adele[15] (1919)
- Daddy-Long-Legs (1919)
- In Old Kentucky (1919)
- The Deadlier Sex (1920)
- Earthbound (1920)
- I Am Guilty[16] (1921)
- That Girl Montana (1921)
- Greater Than Love[17] (1921)
- Under the Lash (1921)
- Ladies Must Live (1921)
- The Green Temptation[18] (1922)
- Peg o' My Heart[19] (1922)
- The Heart Raider[20] (1923) (com Agnes Ayres)
- His Children's Children (1923)
- Little Old New York (1923)
- The Christian[21] (1923)
- The Recoil[22] (1924)
- Playthings of Desire (1924)
- Idaho (1925)
- The Single Standard[23] (1929)
- Rich People (1929)
- Mississippi (1935)
- Anna Karenina (1935)
- The Amazing Exploits of the Clutching Hand (1936)
- Madame X (1937)
- The Hucksters (1947)
- Dial 1119 (1950)